# Natuurmuseum Holterberg
Natuurmuseum Holterberg (voorheen Natuurdiorama Holterberg) is een natuurmuseum en informatiecentrum voor het Nationaal Park Sallandse Heuvelrug in de gemeente Rijssen-Holten in de Nederlandse provincie Overijssel. Het diorama ligt in het zuidelijk deel van het nationaal park in de bossen ten noorden van Holten op de Wullenberg, het zuidelijk deel van de Holterberg.
Het museum bestaat uit 11 levensgrote diorama's waarin meer dan 1000 dieren tentoongesteld worden in hun natuurlijke houding en leefomgeving.
Bij het museum zijn enkele restaurantjes gevestigd. Ongeveer 250 meter naar het noordoosten ligt de Holten Canadian War Cemetery.

## Geschiedenis
In 1938 werd het museum opgericht door Piet Bos. In 1963 nam zijn zoon Kees Bos het museum over en bouwde het verder uit met veel eigen prepareerwerk.

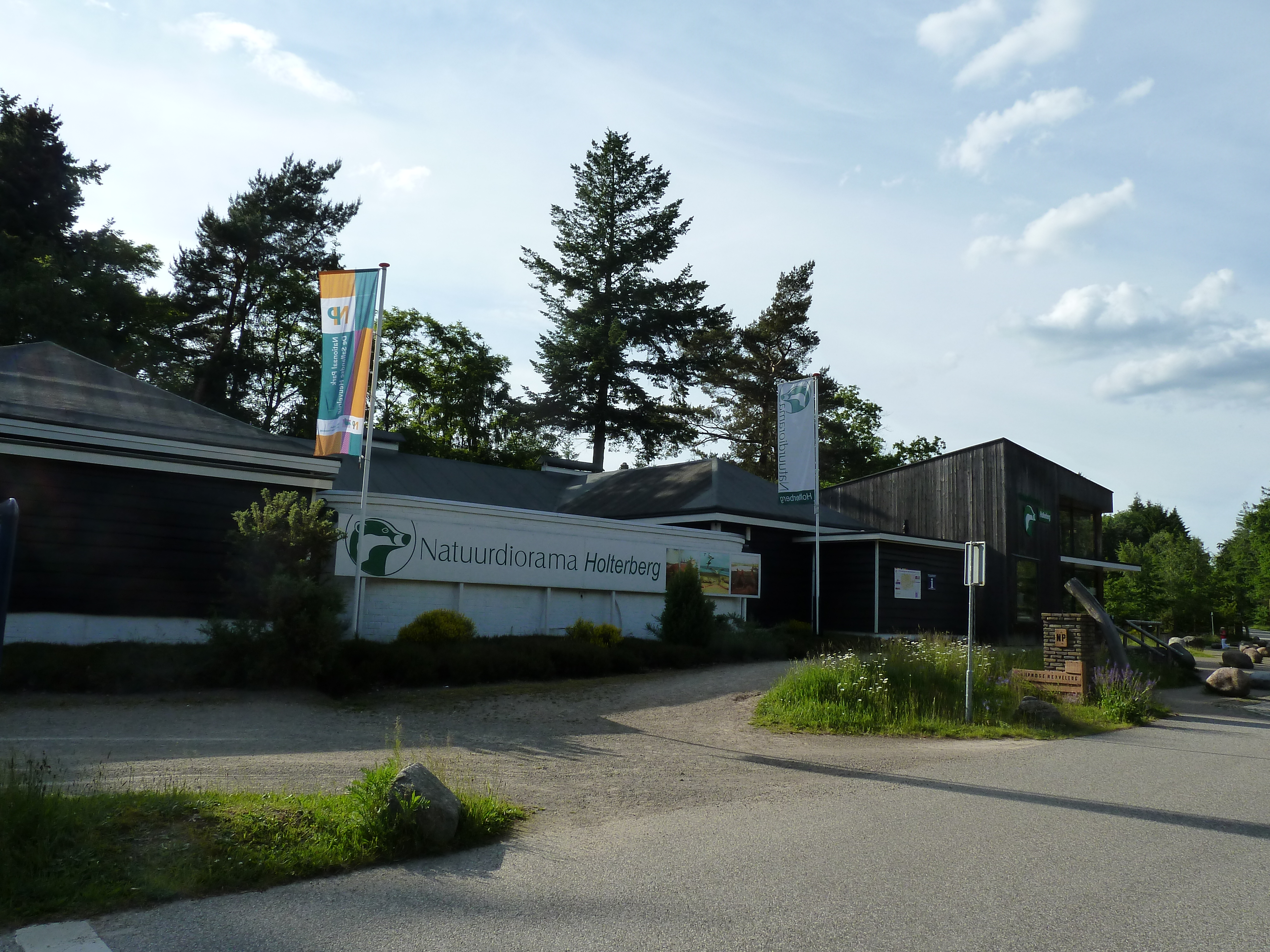
Natuurdiorama Holterberg
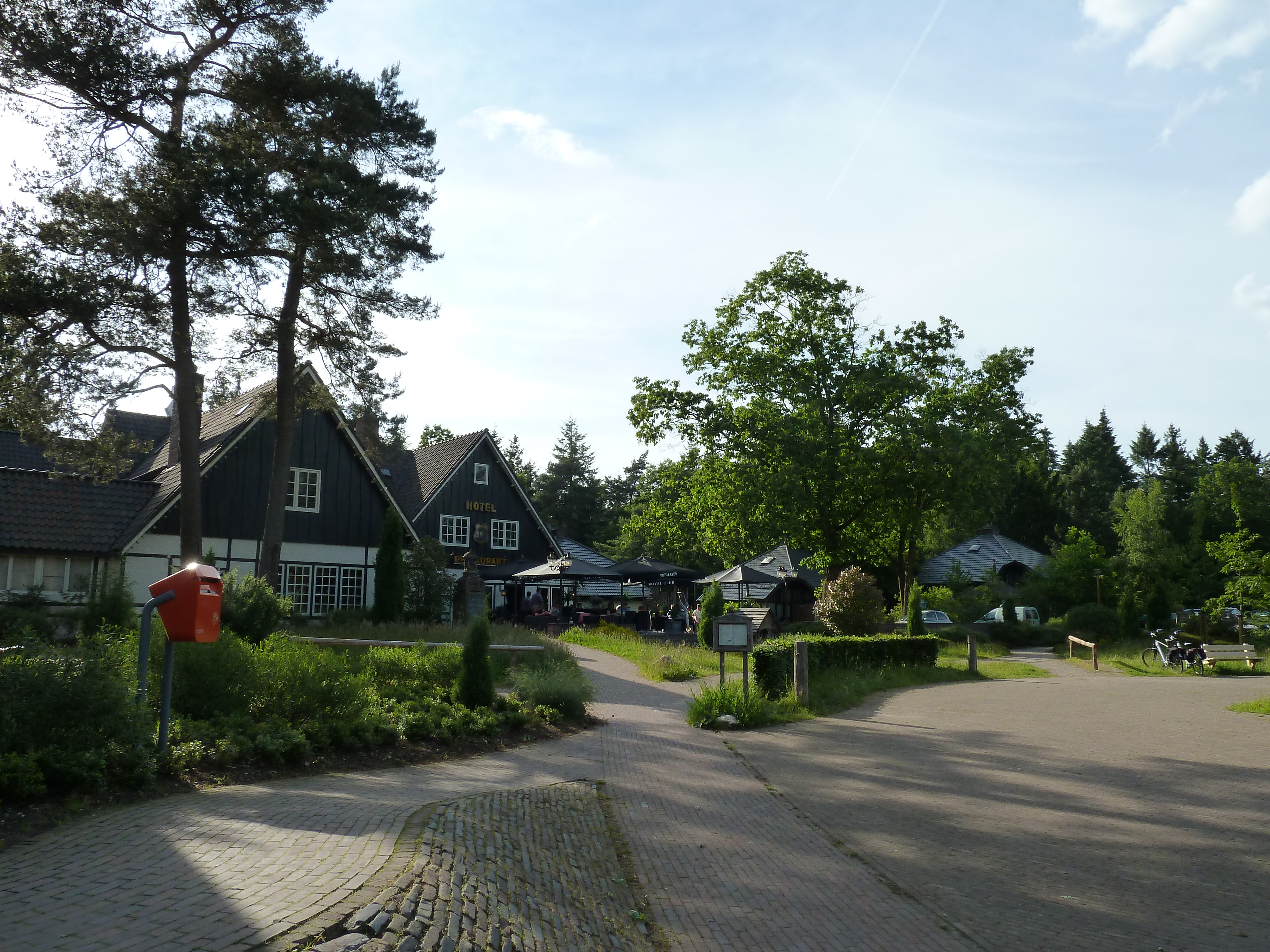
Een van de restaurants naast het museum